# Histidine
Histidine (afgekort tot His of H) is een van de twintig natuurlijk voorkomende aminozuren. De zuivere stof komt voor als kleurloze kristallen, die matig oplosbaar zijn in water. Histidine werd in 1896 voor het eerst geïsoleerd door de Duitse biochemicus Albrecht Kossel.
Histidine wordt gecodeerd door de codons CAU en CAC.

## Biosynthese
Histidine wordt uit fosforibosylpyrofosfaat en ATP gesynthetiseerd, via een 11-stapsproces, waarvan 8 stappen door enzymen worden gekatalyseerd.

## Structuur
Het residu van histidine is een imidazoolring, waarvan het stikstofatoom aan de dubbele binding kan geprotoneerd worden (hetgeen bij fysiologische pH ook het geval is). Als zodanig wordt histidine geclassificeerd als een polair geladen aminozuur. Desondanks is het maar matig oplosbaar in water.

## Eigenschappen
De zuurconstanten van histidine zijn:
- pKa1 (carboxylgroep) = 1,82
- pKaR (stikstof in de imidazoolring) = 6,00
- pKa2 (aminegroep) = 9,17

De protolyse-evenwichten kunnen gereflecteerd worden in de structuren die ontstaan bij verschillende pH-waarden:
Het iso-elektrisch punt ligt bij pH 7,59.
De imidazoolring wordt gekenmerkt door een zekere vorm van tautomerie, meer bepaalde een imine-enamine-tautomerie. Het waterstofatoom dat aan het ene stikstofatoom is gebonden kan via de dubbele binding (die zelf ook verplaatst wordt) verschuiven naar het andere stikstofatoom:
Deze tautomerie is een evenwichtsreactie.
Onder een pH van 6 is de imidazoolring (conform de waarde van de zuurconstante) geprotoneerd. Dit wordt ook beschreven door de Henderson-Hasselbalch-vergelijking. De ontstane positieve lading kan in de aromatische ring echter worden verdeeld over beide stikstofatomen. De aromaticiteit wordt echter niet opgeheven: de ring blijft een vlakke structuur en bevat 6 gedelokaliseerde pi-elektronen.

## Biologisch en biochemische functies
Histidine speelt een belangrijke katalytische rol in vele enzymen. Het kan fungeren als een zogenaamde proton-shuttle: het kan door zijn aromatische structuur aan de ene kant een proton opnemen en aan de andere kant een proton afstaan. Histidine maakt ook deel uit van de katalytische triade Ser-His-Asp, welke veel voorkomt in hydrolasen. Histidine kan de hydroxylgroep van serine deprotoneren, waardoor het ontstane alkoxide in serine een nucleofiele aanval kan uitvoeren. Het geprotoneerde histidine wordt hierbij gestabiliseerd door asparaginezuur.
Histidine is de precursor voor de aanmaak van histamine dat onder andere een hormonale functie bij ontstekingsreacties heeft en dienstdoet als neurotransmitter. Hierbij wordt histidine door het histidine-decarboxylase katalytisch gedecarboxyleerd:

## Voorkomen
Histidine is een semi-essentieel aminozuur. Het komt voor in onder andere rundvlees, gevogelte, zalm, eieren, melk, walnoten, mais, rijst, sojabonen en erwten.